# Ізраїльсько-еміратський мирний договір

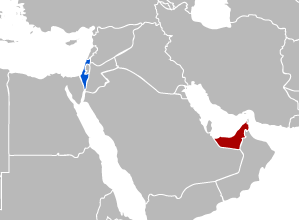
Розташування Ізраїлю (синій) та ОАЕ (червоний) на Близькому Сході

Ізраїльсько-еміратський мирний договір або Авраамська Угода — угода між Ізраїлем та Об'єднаними Арабськими Еміратами (ОАЕ) про нормалізацію відносин, підписаний 15 вересня 2020 року. Про його укладення оголосили 13 серпня 2020 року. Після підписання договору ОАЕ стала третьою арабською країною після Єгипту в 1979 році та Йорданії 1994 року, яка офіційно нормалізувала дипломатичні відносини з Ізраїлем, а також першою країною Перської затоки. Одночасно Ізраїль погодився призупинити плани анексії Західного берега річки Йордан.
Одноголосно затверджений урядом Ізраїлю 12 жовтня 2020 року та ратифікований Кнесетом 15 жовтня 2020 року. Уряд ОАЕ ратифікував угоду 19 жовтня 2020 року.

## Наслідки
- Палестина відкликала свого посла з ОАЕ. «Рух за національне звільнення Палестини» (ФАТХ) і палестинський «Рух ісламського опору» (ХАМАС) розкритикували мирну угоду.[12]